# Konstantinos Chalkias
Konstantinos Chalkias (griechisch Κωσταντίνος Χαλκιάς, * 30. Mai 1974 in Larisa) ist ein ehemaliger griechischer Fußballspieler. Der Torwart stand zuletzt bei PAOK Saloniki in der heimischen Super League unter Vertrag.

## Karriere

### Verein
Konstantinos Chalkias, der auf der Position des Torwarts spielt, begann seine Fußballkarriere in den Jugendakademien von Panathinaikos Athen. Unter Takis Ikonomopoulos trainierte er dort bis 1995, als er im Alter von 21 Jahren seinen ersten Profivertrag erhielt und in die Herrenmannschaft aufstieg. Zwar gewann Chalkias gleich im ersten Jahr die Griechische Meisterschaft mit dem Team, war jedoch hinter dem Polen Josef Wantzik sowie Antonios Nikopolidis lediglich dritte Wahl. Um Spielpraxis zu sammeln wurde Chalkias schließlich 1996 an den Ligakonkurrenten Apollon Athen ausgeliehen, wo er den zurückgetretenen Stammkeeper Antonis Minou ersetzte und in den folgenden zwei Jahren nur ein Ligaspiel verpasste. Er landete mit Apollon jeweils im Mittelfeld der Tabelle auf den Rängen neun und zwölf. Nach seinen guten Leistungen kehrte er nach Ablauf der Leihe im Sommer 1998 zu Panathinaikos zurück. Aber erneut wurden ihm Wantzik und Nikopolidis vorgezogen, und so verlieh man Chalkias im Januar erneut an Apollon. Dort bestritt er die Rückrunde erneut als Stammkeeper und half mit, den Klassenerhalt als Tabellen-Vierzehnter zu sichern.
Im Sommer 1999 kehrte Chalkias zu Panathinaikos zurück. Weil Wantzik nicht mehr bei Panathinaikos spielte, nahm er nun den Status der Nummer zwei hinter Nikopolidis ein.  Er absolvierte 1999/00 sechs Partien und in der folgenden Saison noch einmal vier Spiele. 2000 gab er auch sein Debüt in der UEFA Champions League am dritten Gruppenspieltag beim Hamburger SV. Beim 1:0-Sieg der Gäste konnte Chalkias wie auch beim 0:0 im Rückspiel seinen Kasten sauber halten. In der folgenden Partie musste er bei der 0:1-Niederlage bei Deportivo La Coruña in der 63. Minute aber gegen Nikopolidis ausgewechselt werden. Dennoch erreichte Panathinaikos als Zweiter der Staffel die zweite Gruppenphase des Wettbewerbes, wo Chalkias allerdings erst im letzten Spiel, einem 1:2 beim FC Valencia, zum Einsatz kam, da Panathinaikos bereits ausgeschieden war. Doch weil er sich trotz seiner internationalen Einsätze langfristig nicht gegen Nikopolidis durchsetzen konnte, wurde er 2001 im Rahmen eines Tauschgeschäfts an Iraklis Thessaloniki abgegeben. Zusammen mit Chalkias sowie einer Ablösesumme von ca. 30 Mio. DM wechselten auch zwei weitere Spieler nach Thessaloniki. Im Gegenzug sicherte sich Panathinaikos den zyprischen Nationalspieler Michalis Konstantinou. Chalkias ist somit als Bestandteil dieses Transfers in die griechische Fußballgeschichte eingegangen, ist dies doch der bis heute teuerste Transfer, den ein griechischer Verein je getätigt hat.
Bei Iraklis bestritt Chalkias in den folgenden zwei Jahren 50 Spiele und war Torwart Nummer eins. In seiner ersten Saison verpasste er nur ein Ligaspiel und erreichte mit Iraklis den sechsten Tabellenplatz und damit auch den UEFA-Pokal. Viermal blieb er ohne Gegentreffer und parierte am siebten Spieltag beim 2:1-Sieg über seinen ehemaligen Klub Panathinaikos einen Elfmeter von Goran Vlaović. Auch 2002/03 zeigte er gute Leistungen, Iraklis wurde Siebter und verpasste nur damit nur knapp den Einzug in den Europapokal. Aus dem UEFA-Cup war man allerdings bereits in der ersten Runde gegen Anorthosis Famagusta aus Zypern ausgeschieden. Im Pokal zog Iraklis immerhin ins Halbfinale ein, wo man allerdings Olympiakos Piräus unterlag.
Nach seinen überzeugenden Vorstellungen kehrte Chalkias im Sommer 2003 wieder zu Panathinaikos Athen zurück. Erneut musste er sich hier aber wieder hinter Antonios Nikopolidis anstellen. Zum Einsatz kam er erst, als sich Nikopolidis Ende September verletzte. Im Gruppenspiel der UEFA Champions League bei Manchester United wurde Chalkias in der Halbzeitpause für Nikopolidis eingewechselt und musste beim 0:5 noch einen Gegentreffer hinnehmen. Infolgedessen absolvierte Chalkias auch seine erste Partie der Saison in der heimischen Super League und parierte beim 2:2 bei AEK Athen am vierten Spieltag gleich einen Elfmeter von Vasilios Tsiartas. Nachdem er beim 2:0 über Ionikos Nikea ohne Gegentor geblieben war, lief er in der Champions League beim 1:1 gegen die Glasgow Rangers noch einmal auf, bevor er sich hinter dem wieder genesenen Nikopolidis wieder auf die Ersatzbank begeben musste und sich dann Ende des Jahres selbst verletzte, worauf Stefanos Kotsolis kurzfristig seinen Posten als Nummer zwei der Hauptstädter einnahm. Anfang 2004 kehrte Chalkias zurück und überraschend wurde er nun doch endlich zur Nummer eins im Panathinaikos-Kasten befördert. Grund dafür war ein Streit von Nikopolidis mit dem Management wegen seiner Vertragsverlängerung, der schließlich dazu führte, dass Trainer Itzhak Shum am 21. Spieltag Nikopolidis aus dem Tor nahm und Chalkias dessen Platz überließ. Ausgerechnet beim 3:0 gegen seinen Ex-Klub Iraklis kehrte dieser also auf den Platz zurück und blieb gleich in seinen ersten fünf Spielen ohne Gegentor. Erst am 26. Spieltag beim 2:2 gegen Olympiakos Piräus musste Chalkias erstmals wieder hinter sich greifen. Am Ende der Saison konnte er mit der Mannschaft den Gewinn der Meisterschaft feiern – es war die erste für die Athener seit acht Jahren, also seit Chalkias' erster Profispielzeit. Dieser musste allerdings am vorletzten Spieltag beim 2:1-Sieg bei Proodeftiki verletzt gegen Stefanos Kotsolis ausgetauscht werden. Nichtsdestotrotz kassierte Chalkias 2003/04 in elf Ligaspielen nur sechs Gegentreffer, siebenmal blieb er zu Null. Rechtzeitig zum Pokalfinale gegen Olympiakos war er wieder fit und konnte mit einem 3:1 mit Panathinaikos den nächsten Titel erobern.
Nachdem Antonios Nikopolidis Panathinaikos im Sommer 2004 verlassen hatte, wurde mit Mario Galinović ein neuer Keeper verpflichtet. Chalkias konnte zu Anfang der Spielzeit 2004/05 den Konkurrenzkampf um den Stammplatz jedoch vorerst noch für sich entscheiden und wies in den ersten zehn Saisonspielen erneut eine gute Quote von nur fünf Gegentreffern und sechs Zu-Null-Partien nach. In der Champions League wurde er am ersten Spieltag der Gruppenphase noch von Galinović vertreten, im zweiten Spiel bei PSV Eindhoven (0:1) stand der Grieche dann wieder auf dem Feld. Auch in den folgenden Partien gegen den FC Arsenal (2:2; 1:1) und bei Rosenborg Trondheim (2:2) kam Chalkias zum Einsatz. Doch im Dezember, nach dem 10. Ligaspieltag, einem 0:1 bei Olympiakos, nahm Trainer Zdeněk Ščasný Chalkias aus dem Tor und ersetzte ihn durch Galinović.
Nach dem Verlust seines Stammplatzes entschied sich Chalkias im Januar 2005 dazu, erstmals in seiner Laufbahn ins Ausland zu wechseln. Der ehemalige Panathinaikos-Manager Velimir Zajec, jetzt beim FC Portsmouth tätig, unterbreitete dem Griechen ein Angebot, das dieser annahm. In der vierten Runde des FA Cups beim FC Southampton debütierte Chalkias in England. Am 1. Februar gab er anlässlich das 25. Spieltages beim 2:1-Sieg über den FC Middlesbrough seinen Einstand in der Premier League. Doch in den folgenden Partien gegen Tottenham Hotspur, Aston Villa, Manchester United und den FC Arsenal konnte der Keeper nicht überzeugen und verschuldete einige seiner elf Gegentore, sodass er seinen Stammplatz Anfang März an Jamie Ashdown verlor. Nach der Verpflichtung von Sander Westerveld rückte Chalkias in der Torhüterhierarchie der „Pompeys“ noch weiter nach unten und kam im ersten Halbjahr 2005/06 auf keine weiteren Spiele mehr.
Daher trennten sich Chalkias und der FC Portsmouth im Januar 2006 einvernehmlich. Der Grieche wechselte daraufhin zum spanischen Zweitligisten Real Murcia. Aber auch dort musste er sich hinter der Nummer eins Juanmi mit dem Platz des Ersatztorhüters begnügen. Lediglich als Juanmi am 31. Spieltag beim 0:1 gegen Gimnàstic de Tarragona des Feldes verwiesen wurde, wurde Chalkias acht Minuten vor Schluss eingewechselt und absolvierte eine Woche darauf beim 0:1 bei Recreativo Huelva seinen einzigen Einsatz über 90 Minuten.
Nach seinen erfolglosen Auslandsstationen kehrte Chalkias im August 2006 in seine griechische Heimat zu Aufsteiger Aris Thessaloniki zurück. Hier konnte er sich sofort als Stammkeeper und Leistungsträger etablieren. Auch Chalkias' starken Vorstellungen war es zu verdanken, dass Aris den vierten Tabellenplatz und damit die Qualifikation für den UEFA-Pokal erreichte. Er verpasste nur ein Ligaspiel und kassierte in 29 Partien nur 24 Gegentore. Dreizehnmal spielte er zu null und parierte vier von sechs Elfmetern gegen seine Mannschaft. Auch in der folgenden Spielzeit 2007/08 war Chalkias ein Leistungsträger und belegte am Ende der Saison erneut den vierten Platz mit Aris. Im UEFA-Pokal bestritt der Keeper alle Spiele seines Teams. Im Erstrundenhinspiel am 20. September 2007 gegen Real Saragossa (1:0) gab er sein Debüt in diesem Wettbewerb. Nach einem 1:2 im Rückspiel in Spanien zog Aris überraschend in die Gruppenphase ein, wo man unter anderem mit dem deutschen Vertreter FC Bayern München in eine Staffel gelost wurde. Gleich im ersten Spiel beim 3:0 gegen FK Roter Stern Belgrad konnte Chalkias sein Tor zum zweiten und letzten Mal im Turnier sauber halten. Nach den Duellen mit den Bolton Wanderers, bei dem man ein überraschendes 1:1 in England eroberte, und Sporting Braga (ebenfalls 1:1) kam es in der letzten Partie zum Aufeinandertreffen mit den Bayern. Der Auftritt in der Allianz Arena war besonders für Chalkias misslungen, der beim 0:6 sechsmal hinter sich greifen musste. Vier Treffer erzielte allein Luca Toni. Nach dieser Niederlage war Aris aus dem UEFA-Pokal ausgeschieden. In diesem Jahr konnte er aufgrund von gesundheitlichen Schwierigkeiten zum Ende nur 22 Ligaspiele bestreiten, in denen er lediglich dreizehn Gegentreffer einstecken musste und zwölfmal zu null spielte. In den Play-offs um den internationalen Wettbewerb, in denen Aris erneut in den UEFA-Pokal einzog, spielte Chalkias dreimal gegen Panathinaikos (1:1; 1:3) und AEK Athen (4:0), aufgrund seiner Verletzung verpasste Chalkias allerdings das Pokalfinale gegen Olympiakos (0:2).
Am 28. Mai 2008 wurde bekanntgegeben, dass Chalkias als Ersatz für den zum VfL Bochum abgewanderten Daniel Fernandes zum Erzrivalen PAOK Thessaloniki wechseln und einen Zweijahreskontrakt unterschreiben würde. Damit ist er erst der dritte Spieler in der Geschichte des griechischen Fußballs nach Apostolos Tsourelas und Stefanos Borbokis, der bei allen drei großen Vereinen aus Thessaloniki innerhalb seiner Laufbahn unter Vertrag gestanden hat. In seiner ersten Spielzeit belegte die Nummer eins mit PAOK gleich den zweiten Rang in der Super League hinter Olympiakos. Chalkias verpasste nur ein Ligaspiel und musste lediglich fünfzehn Gegentreffer hinnehmen. 17 von 29 Partien beendete er zu null. Nach Ende der regulären Spielzeit standen noch die Play-offs um den internationalen Wettbewerb an. Hier konnte PAOK schließlich nur Rang drei erobern und verpasste somit den Einzug in die Champions League, stattdessen qualifizierte man sich für die neugeschaffene UEFA Europa League. Vier der sechs Play-off-Begegnungen gingen verloren, Chalkias kassierte neun Gegentreffer. Immerhin blieb er bei den beiden Siegen gegen AE Larisa (2:0; 1:0) ohne Gegentor. Beim 1:3 bei AEK Athen unterlief ihm allerdings in der 60. Minute ein Selbsttor zum Endstand. Im griechischen Pokal erreichte PAOK das Viertelfinale; in der 5. Runde kam es dabei zum Derby mit Chalkias' altem Verein Aris. Nach einem 0:0 im ersten Spiel musste im zweiten Match ein Elfmeterschießen entscheiden. Chalkias parierte den Strafstoß von Vitolo, PAOK siegte mit 9:8.
Die Spielzeit 2009/10 begann für PAOK und Stammtorwart Chalkias mit der Qualifikationsrunde zur Europa League. Nachdem man sich gegen Vålerenga Oslo noch mit 2:1 und 0:1 durchgesetzt hatte, war hier allerdings schon in der vierten Runde gegen den SC Heerenveen Endstation (1:1; 0:0). In der heimischen Super League wurde PAOK in diesem Jahr Dritter. Erneut wies Chalkias eine sehr starke Quote von nur vierzehn Gegentreffern in 28 Spielen auf. Ganze achtzehn Mal blieb er zu null, am 26. Spieltag hielt er beim 0:2 bei Aris einen Foulelfmeter. Verletzungsprobleme plagten Chalkias Ende Oktober und im November 2009. Am achten und neunten Spieltag musste er jeweils in der zweiten Halbzeit ausgetauscht werden und verpasste in der Folge auch seine einzigen beiden Ligaspiele. Nach Abschluss der regulären Spielzeit konnte PAOK in den Play-offs einen großen Erfolg feiern, als man die Konkurrenten AEK, Aris und Olympiakos hinter sich lassen und sich in die Champions League einschreiben konnte. Chalkias stand in den ersten vier der sechs Entscheidungspartien auf dem Rasen und spielte prompt viermal zu null. In seine Pflichtspielbilanz 2009/10 kamen außerdem noch zwei Spiele im nationalen Pokal, in dem PAOK im Viertelfinale gegen PAS Ioannina scheiterte (0:4). Bereits im Januar hatte Chalkias seinen Kontrakt bei PAOK um zwei weitere Jahre verlängert.
In der neuen Saison 2010/11 verletzte sich Chalkias bereits im ersten Pflichtspiel, der Champions-League-Qualifikationspartie bei Ajax Amsterdam (1:1) und musste schon nach einer Viertelstunde gegen seinen Ersatzmann Dario Krešić ausgewechselt werden. Doch auch nach seiner Rückkehr musste sich der Grieche erst einmal mit dem Status der Nummer zwei hinter Krešić begnügen. Erst im Dezember, am dreizehnten Spieltag der Super League, verdrängte Chalkias seinen Konkurrenten wieder aus dem Tor. Im Februar, beim 0:1 bei Panionios Athen, musste er allerdings wieder verletzt ausgewechselt werden und kehrte erst einen Monat später zurück und konnte noch mithelfen, den vierten Rang und damit den Einzug in die internationalen Play-offs zu sichern. In den nur vierzehn Partien der regulären Saison, die Chalkias bestritt, musste er acht Gegentore hinnehmen und blieb acht Mal zu null. In den Play-offs erreichte PAOK den zweiten Platz hinter Panathinaikos Athen und qualifizierte sich damit für die Europa League. Keeper Chalkias stand in allen sechs Partien auf dem Platz und musste sieben Gegentreffer hinnehmen. In der letzten Partie, einem 5:1 gegen Olympiakos Volos, musste er allerdings nach einer halben Stunde bereits zum vierten Mal in dieser Spielzeit verletzt ausgetauscht werden. Zuvor war ihm das in der Champions-League-Qualifikation, in der Liga und auch in der Europa League beim Zwischenrunden PAS Giannina (2:1) und Olympiakos Piräus (1:1; 1:0) bis ins Halbfinale, welches er allerdings aufgrund seiner Verletzung vom Februar verpasste.
Zu Beginn der Spielzeit 2011/12 wurde Chalkias wieder von Dario Krešić aus dem Tor verdrängt und erlebte so nur von der Bank aus, wie sich PAOK gegen Vålerenga Oslo und Karpaty Lwiw für die Gruppenphase der Europa League qualifizierte. Doch Mitte Oktober, am sechsten Spieltag der Super League gegen OFI Kreta (0:0) kehrte Chalkias wieder ins Tor zurück und bestritt wenige Tage später auch sein erstes internationales Spiel der Saison in der Europa League gegen die Shamrock Rovers (2:1). Auch in den beiden nächsten Gruppenmatches bei den Rovers (3:1) und bei Tottenham Hotspur (2:1) musste der Rechtsfüßer jeweils einmal hinter sich greifen. Aber Ende November verletzte er sich einmal mehr und fehlte bis Anfang Februar, wodurch er PAOKs Einzug in die Zwischenrunde der Europa League nicht auf dem Platz erleben konnte. Erst Anfang März wurde Chalkias wieder zur Nummer eins seines Klubs und führte den Verein noch auf den dritten Rang der Abschlusstabelle der regulären Saison. In dieser hatte er aber wieder nur vierzehn Partien absolvieren können und musste bei sieben Auftritten zu Null fünfzehn Mal hinter sich greifen. In den Play-offs für das internationale Geschäft wurde PAOK in diesem Jahr Letzter. Chalkias musste in der vorletzten Partie bei AEK Athen (0:2) nach einer Stunde verletzt vom Feld.
Im Sommer 2012 beendete Chalkias seine aktive Karriere.

### Nationalmannschaft
Konstantinos Chalkias durchlief alle Nachwuchsmannschaften der Griechischen Fußballnationalmannschaft. Anfang Oktober 2001 wurde er erstmals vom neuen deutschen Trainer Otto Rehhagel für das A-Team berufen, blieb im letzten WM-Qualifikationsspiel der Griechen gegen England in Old Trafford (2:2) aber auf der Bank. Einen Monat später, am 10. November 2001, war es dann aber soweit und Chalkias absolvierte beim Freundschaftsspiel gegen Estland sein erstes Länderspiel, als er zur Halbzeit für Antonios Nikopolidis eingewechselt wurde. Zehn Minuten vor dem Ende musste er per Elfmeter sein erstes Gegentor zum 4:2-Endstand für die Griechen per Elfmeter hinnehmen. Vier Tage darauf kam Chalkias in der Testpartie gegen Zypern (1:2) ebenfalls ab der Halbzeit zum Einsatz, auch hier musste er einmal hinter sich greifen.
In der für Griechenland erfolgreichen Qualifikation zur Fußball-Europameisterschaft 2004 musste sich Chalkias zwar weiter mit der Rolle des Ersatzkeepers hinter seinem Panathinaikos-Klubkollegen Nikopolidis abfinden, doch immerhin reichte es zu zwei weiteren Testspieleinsätzen Anfang 2003. Beim 2:1-Erfolg auf Zypern wurde er dabei ebenso wieder zur Halbzeit eingewechselt wie beim 2:2 in Österreich. Auf Zypern blieb er dabei erstmals ohne Gegentreffer, während er gegen Österreich die beiden Treffer kassierte. Obwohl er im Verein Nikopolidis inzwischen verdrängt hatte, setzte Trainer Rehhagel auch bei der Endrunde der Euro 2004 in Portugal auf diesen, während Chalkias nur Keeper Nummer zwei blieb und von der Bank aus erlebte, wie die Mannschaft sensationell Europameister wurde, was auch für Chalkias den größten Titel seiner Laufbahn darstellt.
Auch nach der EM war Chalkias nur Ersatz und kam weder in der gescheiterten Qualifikation zur Fußball-Weltmeisterschaft 2006 noch 2005 beim in Deutschland ausgetragenen  Confederations Cup zum Einsatz. Sein fünftes Länderspiel absolvierte er nach drei Jahren auf der Bank im März 2006 beim 2:0 über Kasachstan, wieder nach Einwechslung zur Halbzeit für Stefanos Kotsolis. Sein nächster Einsatz erfolgte im Februar 2007 gegen Südkorea erneut 45 Minuten lang, wobei er den Siegtreffer der Koreaner hinnehmen musste. Danach gelang es Chalkias sogar, Stammtorhüter Nikopolidis kurzfristig zu verdrängen, und im März 2007 bestritt er beim 1:0-Sieg auf Malta das erste Pflichtspiel seiner Nationalmannschaftskarriere. Auch im nächsten Spiel im Juni gegen Ungarn blieb er ohne Gegentreffer, doch vier Tage darauf kehrte Nikopolidis wieder ins Tor zurück. In der Folge wechselten sich die beiden im Kasten ab: beim 2:3 im Test gegen Spanien spielte jeder eine Halbzeit lang, beim Qualifikationsmatch in Norwegen (2:2) spielte Chalkias durch. Im Oktober absolvierte Nikopolidis das Spiel gegen Bosnien-Herzegowina, wenige Tage später half Chalkias mit, das zur Endrundenteilnahme vorentscheidende 1:0 in der Türkei zu sichern. Einen Monat darauf, nach Nikopolidis Chance beim 5:0 gegen Malta, musste Chalkias im letzten Qualifikationsmatch in Ungarn (2:1) zur Pause verletzt ausgetauscht werden.
In den Testspielen vor der Euro 2008 spielte Chalkias gegen Tschechien (1:0) eine Halbzeit lang, gegen Zypern (2:0) neunzig Minuten und beim 2:3 in Ungarn 69 Minuten lang. Dennoch entschied sich Nationalcoach Rehhagel für die Endrunde in Österreich und der Schweiz für Nikopolidis und damit gegen Chalkias. Während der EM zog sich dieser im Training der Nationalmannschaft einen Mittelfingerbruch der linken Hand zu und konnte somit nicht mehr ins Turnier eingreifen. Chalkias blieb im Camp der Griechen bis zum Ausscheiden nach der Gruppenphase als Gruppenletzter.
Nachdem Nikopolidis seine Nationalelfkarriere beendet hatte, schaffte Chalkias endlich den Aufstieg zur griechischen Nummer eins und bestritt die ersten Qualifikationsspiele zur WM 2010, wobei er sieben Gegentreffer einsteckte, sowie drei Testspiele. Doch nachdem er im Herbst 2009 von kleineren Verletzungsproblemen geplagt wurde, wurde er in der Nationalelf von Otto Rehhagel aus dem Tor genommen und saß in den beiden letzten Qualifikationsauftritten nur auf der Bank. Für die anschließenden Play-offs, die die Griechen gegen die Ukraine erfolgreich gestalten konnten, wurde er deshalb nicht mehr berücksichtigt. Im März 2010 kehrte er im Test gegen Senegal für eine Halbzeit wieder zurück, doch es war bereits zu spät, um seinen Konkurrenten Alexandros Tzorvas noch den Status als Nummer eins bei der Endrunde der WM 2010 in Südafrika streitig zu machen. Chalkias kam in keinem der drei Spiele seiner Mannschaft zum Einsatz.
Nach der WM war Chalkias verletzt und fand unter dem neuen Nationalcoach Fernando Santos, der ihn auch schon bei PAOK trainiert hatte, erst wieder Anfang 2011 Berücksichtigung für den griechischen Kader beim 1:0 über Kanada, als er eine Halbzeit absolvierte. Einen Monat darauf gegen Polen (0:0) spielte er neunzig Minuten, aber in den Pflichtspielen der EM-Qualifikation für 2012 kam er nicht an Michalis Sifakis und Tzorvas vorbei. Doch im Vorfeld der Euro ergab sich doch eine Chance für Chalkias auf den Status des Stammkeepers, da Sifakis aufgrund einer Verletzung und auch Tzorvas in der vorangegangenen Saison wenig Spielpraxis hatten sammeln können. Chalkias bestritt im Vorfeld der EM die Testpartie gegen Slowenien (1:1).
Nationalcoach Santos entschied sich schließlich für Chalkias als griechische Nummer eins, womit dieser in seinem vierten großen Turnier erstmals Stammkeeper seines Landes war. Er ist zudem mit 38 Jahren ältester EM-Teilnehmer 2012 überhaupt. Im Eröffnungsspiel gegen Polen (1:1) musste Chalkias nach 17 Minuten das erste Tor des Turnieres durch Robert Lewandowski hinnehmen. In der zweiten Partie gegen Tschechien (1:2) gerieten die Griechen bereits nach sechs Minuten mit 0:2 in Rückstand, wobei Chalkias bei beiden Gegentreffern eine Mitschuld trug. Aufgrund von Oberschenkelproblemen musste er sich zudem schon nach 23 Minuten gegen Sifakis auswechseln lassen, womit sein Turnier beendet war. Nach dem Turnier erklärte er seinen Rücktritt aus der Nationalmannschaft.

## Erfolge
- Griechischer Meister: 1996, 2004
- Griechischer Pokalsieger: 2004
- Europameister: 2004